# Vlaamse Karate Vereniging
De Vlaamse Karate Vereniging (VKV) is een voormalige Vlaamse sportfederatie voor het karate.

## Geschiedenis
De Vlaamse Karate Vereniging ontstond in 1978 in de schoot van de Belgische Karate Vereniging (BKV) naar aanleiding van de regionalisering van het sporttoelagesysteem, waarbij deze onder de bevoegdheid van de gemeenschappen viel. In 1984 verenigden de VKV zich met de Vlaamse Karate Associatie (VKA), wat leidde tot de oprichting van de Vlaamse Karate Federatie (VKF).
Al snel ontstonden er echter meningsverschillen. Binnen de VKF waren de VKV en de VKA blijven bestaan. In 2000 werden de spanning onhoudbaar en beslisten beide suborganisaties opnieuw hun eigen weg te gaan. In 2002 kwam het opnieuw tot een samenwerking tussen beide karate-organisaties en op 20 mei 2017 werd tijdens een algemene vergadering te Dendermonde besloten tot de definitieve fusie. In 2022 wijzigde de VKF zijn naam in Karate Vlaanderen